# Trimeresurus venustus
Trimeresurus kanburiensis là một loài rắn trong họ Rắn lục. Loài này được Vogel miêu tả khoa học đầu tiên năm 1991.